# Jacqueline Brookes
Jacqueline Brookes, född 24 juli 1930 i Montclair, New Jersey, död 26 april 2013 i New York City, New York, var en amerikansk skådespelare.